# Campeonato Italiano de Rugby 1961-62
El Campeonato de Rugby de Italia de 1961-62 fue la trigésimo segunda edición de la primera división del rugby de Italia.

## Sistema de disputa
Los equipos se enfrentaron en condición de local y de visitante a cada uno de sus rivales.
El equipo que al finalizar el torneo se encuentre en la primera posición se declara automáticamente como campeón.
Mientras que los dos últimos equipos descenderán directamente a la segunda división.

## Desarrollo
- Tabla de posiciones:[1]

| Pos. | Equipo            | Encuentros | Encuentros | Encuentros | Encuentros | Tantos | Tantos | Tantos | Puntos |
| Pos. | Equipo            | PJ         | PG         | PE         | PP         | F      | C      | Dif    | Puntos |
| ---- | ----------------- | ---------- | ---------- | ---------- | ---------- | ------ | ------ | ------ | ------ |
| 1.º  | Rugby Rovigo      | 22         | 18         | 1          | 3          | 202    | 82     | +120   | 37     |
| 2.º  | Fiamme Oro        | 22         | 16         | 2          | 4          | 236    | 95     | +141   | 34     |
| 3.º  | Amatori Milano    | 22         | 14         | 3          | 5          | 205    | 125    | +80    | 31     |
| 4.º  | Treviso           | 22         | 13         | 3          | 6          | 173    | 68     | +105   | 29     |
| 5.º  | Petrarca Rugby    | 22         | 11         | 2          | 9          | 143    | 116    | +27    | 24     |
| 6.º  | A.S. Rugby Milano | 22         | 9          | 3          | 10         | 148    | 155    | -7     | 21     |
| 7.º  | Partenope Rugby   | 22         | 10         | 0          | 12         | 193    | 185    | +8     | 20     |
| 8.º  | Rugby Parma       | 22         | 7          | 5          | 10         | 135    | 209    | -74    | 19     |
| 9.º  | L'Aquila Rugby    | 22         | 7          | 2          | 13         | 121    | 183    | -62    | 16     |
| 10.º | Rugby Livorno     | 22         | 6          | 2          | 14         | 132    | 185    | -53    | 14     |
| 11.º | Rugby Brescia     | 22         | 4          | 2          | 16         | 88     | 207    | -119   | 10     |
| 12.º | G.S. Esercito     | 22         | 2          | 1          | 19         | 106    | 259    | -153   | 5      |

|  | Campeón.                 |
|  | Descendido a la Serie B. |

| Bandera de Italia    |
| Campeón Rugby Rovigo |
| Quinto título        |